# Campeonato Sudamericano de Baloncesto Femenino Sub-17 de 2011
El Campeonato Sudamericano de baloncesto Femenino Sub-17 de 2011 corresponde a la XVI edición del Campeonato Sudamericano de Baloncesto Femenino Sub-17, que es organizado por FIBA Americas. Fue disputado en Pasto, en el departamento de Nariño, Colombia, entre el 25 de junio y el 2 de julio de 2011 y clasificó a 3 equipos al Fiba Americas Femenino Sub-18 2012.

## Grupo único
– Clasificados a la final.
     – Jugaran el partido por el tercer puesto.
|   | Equipo    | Pts | J | G | P | PF  | PC  | Dif  |
| - | --------- | --- | - | - | - | --- | --- | ---- |
| 1 | Argentina | 11  | 6 | 5 | 1 | 437 | 258 | +179 |
| 2 | Colombia  | 11  | 6 | 5 | 1 | 360 | 232 | +128 |
| 3 | Brasil    | 11  | 6 | 5 | 1 | 426 | 247 | +179 |
| 4 | Chile     | 9   | 6 | 3 | 3 | 354 | 326 | -28  |
| 5 | Ecuador   | 8   | 6 | 2 | 3 | 287 | 386 | -99  |
| 6 | Uruguay   | 7   | 6 | 1 | 5 | 192 | 428 | -236 |
| 7 | Perú      | 6   | 6 | 0 | 6 | 216 | 395 | -179 |

| 25 de junio, 14:00                   | Uruguay                           | 32 - 63                           | Ecuador |  |
| Reporte                              |                                   |                                   |         |  |
| Parciales: 11-9, 7-16, 5-21, 9-17    | Parciales: 11-9, 7-16, 5-21, 9-17 | Parciales: 11-9, 7-16, 5-21, 9-17 | Pasto   |  |
| Florencia Daniela Spinelli 14 puntos | Pts                               | Kimberly Yusabeth Vera 19 puntos  | Pasto   |  |
| Fernanda Midaglia 8 rebotes          | Rebs                              | Kimberly Yusabeth Vera 11 rebotes | Pasto   |  |
| Camila Naviliat 1 asistencia         | Asists                            | Rina Alejandra Yépez 1 asistencia | Pasto   |  |

| 25 de junio, 16:00                   | Chile                                | 46 - 79                              | Brasil |  |
| Reporte                              |                                      |                                      |        |  |
| Parciales: 13-14, 13-14, 7-29, 13-22 | Parciales: 13-14, 13-14, 7-29, 13-22 | Parciales: 13-14, 13-14, 7-29, 13-22 | Pasto  |  |

| 25 de junio, 21:00                 | Colombia                           | 76 - 30                              | Perú  |  |
|                                    |                                    |                                      |       |  |
| Parciales: 15-9, 17-4, 22-6, 22-11 | Parciales: 15-9, 17-4, 22-6, 22-11 | Parciales: 15-9, 17-4, 22-6, 22-11   | Pasto |  |
| Carolina Caracas 16 puntos         | Pts                                | Lorena Adriana Garcia 12 puntos      | Pasto |  |
| Diana Patricia Prens 13 rebotes    | Rebs                               | Veronica Cosmopolis 7 rebotes        | Pasto |  |
| Sara Camila Sosa 6 asistencias     | Asists                             | Claudia Elizabeth Nieto 1 asistencia | Pasto |  |

| 26 de junio, 16:00                 | Argentina                         | 70 - 25                            | Perú  |  |
| Reporte                            |                                   |                                    |       |  |
| Parciales: 16-4, 16-3, 17-9, 21-9  | Parciales: 16-4, 16-3, 17-9, 21-9 | Parciales: 16-4, 16-3, 17-9, 21-9  | Pasto |  |
| Maria Florencia Martinez 14 puntos | Pts                               | Lorena Adriana Garcia 6 puntos     | Pasto |  |
| Sofia Aispurua 11 rebotes          | Rebs                              | Lorena Adriana Garcia 8 rebotes    | Pasto |  |
| Victoria Llorente 4 asistencias    | Asists                            | Rosa Andrea Hernández 1 asistencia | Pasto |  |

| 26 de junio, 18:30                | Brasil                            | 92 - 25                              | Uruguay |  |
| Reporte                           |                                   |                                      |         |  |
| Parciales: 14-8, 19-9, 29-6, 30-2 | Parciales: 14-8, 19-9, 29-6, 30-2 | Parciales: 14-8, 19-9, 29-6, 30-2    | Pasto   |  |
| Maria Claudia Teixeira 20 puntos  | Pts                               | Florencia Daniela Spinelli 10 puntos | Pasto   |  |
| Ana Carolina Da Silva 7 rebotes   | Rebs                              | Fernanda Midaglia 6 rebotes          | Pasto   |  |
| Izabella Frederico 3 asistencias  | Asists                            | Victoria Cardone 1 asistencia        | Pasto   |  |

| 26 de junio, 20:00                | Colombia                          | 62 - 24                           | Ecuador |  |
| Reporte                           |                                   |                                   |         |  |
| Parciales: 23-4, 16-4, 14-6, 9-10 | Parciales: 23-4, 16-4, 14-6, 9-10 | Parciales: 23-4, 16-4, 14-6, 9-10 | Pasto   |  |
| Maria Camila Tapias 11 puntos     | Pts                               | Maria Carrasco 5 puntos           | Pasto   |  |
| Carolina Caracas 8 rebotes        | Rebs                              | Rudy Gabriela Rodríguez 9 rebotes | Pasto   |  |
| Sara Camila Sosa 4 asistencias    | Asists                            | Alba Dolores Hermig 1 asistencia  | Pasto   |  |

| 27 de junio, 14:30                  | Ecuador                             | 66 - 42                             | Perú  |  |
| Reporte                             |                                     |                                     |       |  |
| Parciales: 18-9, 24-10, 6-10, 18-13 | Parciales: 18-9, 24-10, 6-10, 18-13 | Parciales: 18-9, 24-10, 6-10, 18-13 | Pasto |  |
| Rina Alejandra Yepez 14 puntos      | Pts                                 | Lorena Adriana Garcia 9 puntos      | Pasto |  |
| Kimberly Yusabeth Vera 14 rebotes   | Rebs                                | Lorena Adriana Garcia 11 rebotes    | Pasto |  |
| Maria Carrasco 2 asistencias        | Asists                              | Veronica Cosmopolis 1 asistencia    | Pasto |  |

| 27 de junio, 18:00                    | Chile                                 | 56 - 69                               | Argentina |  |
| Reporte                               |                                       |                                       |           |  |
| Parciales: 17-22, 16-15, 10-13, 13-19 | Parciales: 17-22, 16-15, 10-13, 13-19 | Parciales: 17-22, 16-15, 10-13, 13-19 | Pasto     |  |
| Barbara Rocio Cousiño 26 puntos       | Pts                                   | Micaela Sancisi 20 puntos             | Pasto     |  |
| Francisca Maria Salvatierra 6 rebotes | Rebs                                  | Victoria Llorente 8 rebotes           | Pasto     |  |
| Macarena Andrea Saez 3 asistencias    | Asists                                | Micaela Sancisi 5 asistencias         | Pasto     |  |

| 27 de junio, 20:00                 | Colombia (OT1:10 - 5)              | 49 - 44                            | Brasil |  |
| Reporte                            |                                    |                                    |        |  |
| Parciales: 8-4, 11-5, 10-14, 10-16 | Parciales: 8-4, 11-5, 10-14, 10-16 | Parciales: 8-4, 11-5, 10-14, 10-16 | Pasto  |  |
| Elizabeth Gutiérrez 15 puntos      | Pts                                | Izabella Frederico 9 puntos        | Pasto  |  |
| Carolina Ramirez 15 rebotes        | Rebs                               | Izabella Frederico 11 rebotes      | Pasto  |  |
| Sara Camila Sosa 3 asistencias     | Asists                             | Vitoria Domingos 3 asistencias     | Pasto  |  |

| 28 de junio, 16:00                  | Argentina                           | 79 - 34                             | Ecuador |  |
| Reporte                             |                                     |                                     |         |  |
| Parciales: 17-10, 21-11, 29-4, 12-9 | Parciales: 17-10, 21-11, 29-4, 12-9 | Parciales: 17-10, 21-11, 29-4, 12-9 | Pasto   |  |
| Joana Belen Macello 17 puntos       | Pts                                 | Rina Alejandra Yepez 11 puntos      | Pasto   |  |
| Sofia Aispurua 11 rebotes           | Rebs                                | Rudy Gabriela Rodríguez 8 rebotes   | Pasto   |  |
| Micaela Sancisi 3 asistencias       | Asists                              | Rina Alejandra Yepez 1 asistencia   | Pasto   |  |

| 28 de junio, 18:00                  | Brasil                              | 73 - 37                             | Perú  |  |
| Reporte                             |                                     |                                     |       |  |
| Parciales: 14-8, 25-3, 14-16, 20-10 | Parciales: 14-8, 25-3, 14-16, 20-10 | Parciales: 14-8, 25-3, 14-16, 20-10 | Pasto |  |
| Izabella Frederico 19 puntos        | Pts                                 | Lorena Adriana Garcia 16 puntos     | Pasto |  |
| Martha Imoniana 12 rebotes          | Rebs                                | Lorena Adriana Garcia 10 rebotes    | Pasto |  |
| Izabella Frederico 6 asistencias    | Asists                              | Lorena Adriana Garcia 3 asistencias | Pasto |  |

| 28 de junio, 20:00                      | Chile                              | 68 - 26                            | Uruguay |  |
| Reporte                                 |                                    |                                    |         |  |
| Parciales: 22-0, 11-5, 18-8, 17-13      | Parciales: 22-0, 11-5, 18-8, 17-13 | Parciales: 22-0, 11-5, 18-8, 17-13 | Pasto   |  |
| Barbara Rocio Cousiño 16 puntos         | Pts                                | Fernanda Midaglia 7 puntos         | Pasto   |  |
| Catalina Alejandra Abuyeres 13 rebotes  | Rebs                               | Florencia Sergio 12 rebotes        | Pasto   |  |
| Estefania Paulina Vasquez 4 asistencias | Asists                             | Maria Pia Moyano 2 asistencias     | Pasto   |  |

| 29 de junio, 16:00                  | Ecuador                             | 37 - 84                             | Brasil |  |
| Reporte                             |                                     |                                     |        |  |
| Parciales: 10-19, 9-28, 4-15, 14-22 | Parciales: 10-19, 9-28, 4-15, 14-22 | Parciales: 10-19, 9-28, 4-15, 14-22 | Pasto  |  |
| Maria Carrasco 10 puntos            | Pts                                 | Izabella Frederico 15 puntos        | Pasto  |  |
| Andrea Estefania Ruiz 6 rebotes     | Rebs                                | Ana Carolina Da Silva 10 rebotes    | Pasto  |  |
| Alba Dolores Hermig 2 asistencias   | Asists                              | Izabella Frederico 5 asistencias    | Pasto  |  |

| 29 de junio, 18:00                 | Argentina                          | 100 - 28                            | Uruguay |  |
| Reporte                            |                                    |                                     |         |  |
| Parciales: 26-2, 25-10, 25-8, 21-8 | Parciales: 26-2, 25-10, 25-8, 21-8 | Parciales: 26-2, 25-10, 25-8, 21-8  | Pasto   |  |
| Joana Belen Macello 22 puntos      | Pts                                | Florencia Daniela Spinelli 9 puntos | Pasto   |  |
| Sofia Aispurua 6 rebotes           | Rebs                               | Cindy Ezquiaga 6 rebotes            | Pasto   |  |
| Micaela Sancisi 4 asistencias      | Asists                             | Maria Pia Moyano 2 asistencias      | Pasto   |  |

| 29 de junio, 20:00                 | Colombia                           | 46 - 43                               | Chile |  |
| Reporte                            |                                    |                                       |       |  |
| Parciales: 10-8, 7-9, 17-11, 12-15 | Parciales: 10-8, 7-9, 17-11, 12-15 | Parciales: 10-8, 7-9, 17-11, 12-15    | Pasto |  |
| Maria Tapias 14 puntos             | Pts                                | Francisca Maria Salvatierra 16 puntos | Pasto |  |
| Carolina Ramirez 11 rebotes        | Rebs                               | Jenifer Alejandra Fuentes 13 rebotes  | Pasto |  |
| Ana Maria Garcia 2 asistencias     | Asists                             | Macarena Andrea Saez 5 asistencias    | Pasto |  |

| 30 de junio, 16:00                      | Chile                                | 54 - 43                              | Perú  |  |
| Reporte                                 |                                      |                                      |       |  |
| Parciales: 10-4, 17-14, 17-11, 10-14    | Parciales: 10-4, 17-14, 17-11, 10-14 | Parciales: 10-4, 17-14, 17-11, 10-14 | Pasto |  |
| Francisca Maria Salvatierra 14 puntos   | Pts                                  | Claudia Elizabeth Nieto 12 puntos    | Pasto |  |
| Catalina Alejandra Abuyeres 11 rebotes  | Rebs                                 | Lorena Adriana Garcia 10 rebotes     | Pasto |  |
| Estefania Paulina Vasquez 3 asistencias | Asists                               | Claudia Elizabeth Nieto 1 asistencia | Pasto |  |

| 30 de junio, 18:00                   | Argentina                            | 53 - 54                              | Brasil |  |
| Reporte                              |                                      |                                      |        |  |
| Parciales: 11-12, 14-7, 10-19, 18-16 | Parciales: 11-12, 14-7, 10-19, 18-16 | Parciales: 11-12, 14-7, 10-19, 18-16 | Pasto  |  |
| Julieta Armesto 13 puntos            | Pts                                  | Izabella Frederico 15 puntos         | Pasto  |  |
| Victoria Llorente 10 rebotes         | Rebs                                 | Ingrid Santana 12 rebotes            | Pasto  |  |
| Micaela Sancisi 2 asistencias        | Asists                               | Ingrid Santana 2 asistencias         | Pasto  |  |

| 30 de junio, 20:00                  | Colombia                            | 66 - 25                             | Uruguay |  |
| Reporte                             |                                     |                                     |         |  |
| Parciales: 16-2, 15-10, 19-3, 16-10 | Parciales: 16-2, 15-10, 19-3, 16-10 | Parciales: 16-2, 15-10, 19-3, 16-10 | Pasto   |  |
| Laura Marcela Ramirez 10 puntos     | Pts                                 | Cindy Ezquiaga 8 puntos             | Pasto   |  |
| Carolina Caracas 15 rebotes         | Rebs                                | Victoria Cardone 5 rebotes          | Pasto   |  |
| Laura Marcela Ramirez 2 asistencias | Asists                              | Camila Naviliat 1 asistencia        | Pasto   |  |

| 1 de julio, 16:00                   | Perú                                | 39 - 56                                  | Uruguay |  |
| Reporte                             |                                     |                                          |         |  |
| Parciales: 9-16, 10-12, 7-16, 13-12 | Parciales: 9-16, 10-12, 7-16, 13-12 | Parciales: 9-16, 10-12, 7-16, 13-12      | Pasto   |  |
| Carla Zenobia Glave 8 puntos        | Pts                                 | Florencia Daniela Spinelli 15 puntos     | Pasto   |  |
| Lorena Adriana Garcia 14 rebotes    | Rebs                                | Florencia Sergio 11 rebotes              | Pasto   |  |
| Veronica Cosmopolis 1 asistencia    | Asists                              | Florencia Daniela Spinelli 4 asistencias | Pasto   |  |

| 1 de julio, 18:00                     | Ecuador                               | 63 - 87                                   | Chile |  |
| Reporte                               |                                       |                                           |       |  |
| Parciales: 10-20, 17-22, 15-27, 21-18 | Parciales: 10-20, 17-22, 15-27, 21-18 | Parciales: 10-20, 17-22, 15-27, 21-18     | Pasto |  |
| Rina Alejandra Yepez 17 puntos        | Pts                                   | Barbara Rocio Cousiño 22 puntos           | Pasto |  |
| Rudy Gabriela Rodríguez 10 rebotes    | Rebs                                  | Jenifer Alejandra Fuentes 13 rebotes      | Pasto |  |
| Alba Dolores Hermig 3 asistencias     | Asists                                | Francisca Maria Salvatierra 7 asistencias | Pasto |  |

| 1 de julio, 20:30                         | Colombia                              | 61 - 66                               | Argentina |  |
| Reporte                                   |                                       |                                       |           |  |
| Parciales: 17-19, 17-10, 15-23, 12-14     | Parciales: 17-19, 17-10, 15-23, 12-14 | Parciales: 17-19, 17-10, 15-23, 12-14 | Pasto     |  |
| Camila Sosa Garcia 20 puntos              | Pts                                   | Micaela Sol Sancisi 23 puntos         | Pasto     |  |
| Bustamante Elizabeth Gutiérrez 10 rebotes | Rebs                                  | Sofia Aispura 11 rebotes              | Pasto     |  |
| Camila Sosa Garcia 6 asistencias          | Asists                                | Micaela Sol Sancisi 4 asistencias     | Pasto     |  |

### Partido por el 5 lugar
| 2 de julio, 15:00                   | Ecuador                             | 69 - 45                             | Uruguay |  |
| Reporte                             |                                     |                                     |         |  |
| Parciales: 8-11, 20-14, 21-8, 20-12 | Parciales: 8-11, 20-14, 21-8, 20-12 | Parciales: 8-11, 20-14, 21-8, 20-12 | Pasto   |  |
| Rina Alejandra Yepez 29 puntos      | Pts                                 | Florencia Sergio Monetta 16 puntos  | Pasto   |  |
| Rudy Gabriela Rodríguez 14 rebotes  | Rebs                                | Florencia Sergio Monetta 12 rebotes | Pasto   |  |
| Alba Dolores Hermig 1 asistencias   | Asists                              | Maria Pia Moyano 2 asistencias      | Pasto   |  |

## Fase final

### Partido por el 3 lugar
| 2 de julio, 17:00                    | Brasil                               | 61 - 49                                  | Chile |  |
| Reporte                              |                                      |                                          |       |  |
| Parciales: 14-10, 17-9, 14-13, 16-17 | Parciales: 14-10, 17-9, 14-13, 16-17 | Parciales: 14-10, 17-9, 14-13, 16-17     | Pasto |  |
| Vitoria Maria Domingos 17 puntos     | Pts                                  | Dayanne Marie Garcia 10 puntos           | Pasto |  |
| Monique Teresa Soares 11 rebotes     | Rebs                                 | Jennifer Alejandra Fuentes 10 rebotes    | Pasto |  |
| Vitoria Maria Domingos 3 asistencias | Asists                               | Jennifer Alejandra Fuentes 4 asistencias | Pasto |  |

### Final
| 2 de julio, 19:00                    | Argentina                            | 54 - 55                              | Colombia |  |
| Reporte                              |                                      |                                      |          |  |
| Parciales: 13-11, 8-14, 20-18, 13-11 | Parciales: 13-11, 8-14, 20-18, 13-11 | Parciales: 13-11, 8-14, 20-18, 13-11 | Pasto    |  |
| Micaela Sol Sancisi 19 puntos        | Pts                                  | Maria Camila Tapias 20 puntos        | Pasto    |  |
| Sofia Aispura 8 rebotes              | Rebs                                 | Carolina Ramirez Mosquera 8 rebotes  | Pasto    |  |
| Julieta Belen Ale 3 asistencias      | Asists                               | Sara Camila Sosa 5 asistencias       | Pasto    |  |

| Colombia         |
| Campeón Colombia |
| Primer Título    |

## Clasificación
| Posición | Equipo    |
| -------- | --------- |
| 1        | Colombia  |
| 2        | Argentina |
| 3        | Brasil    |
| 4        | Chile     |
| 5        | Ecuador   |
| 6        | Uruguay   |
| 7        | Perú      |

## Clasificados al FIBA Americas Femenino Sub-18 2012
| Bandera de Colombia | Bandera de Argentina | Bandera de Brasil |
| Colombia            | Argentina            | Brasil            |
| ------------------- | -------------------- | ----------------- |